# Стоян Куцаров
Стоян Костадинов Куцаров е български политически офицер, генерал-майор.

## Биография
Роден е на 24 септември 1919 г. в бургаското село Пирне. От 1942 г. е член на БКП. По време на Втората световна война лежи в затвора поради комунистически убеждения. От 1948 г. влиза в българската армия. Завършва Военно-партийната академия „Ленин“ в Москва. Последователно е заместник-командир по политическата част на инженерните войски на Министерството на отбраната, временно изпълняващ длъжността началник на отдел „Кадри“ на Главното политическо управление, инструктор при политическото управление, заместник-началник на политическия отдел на Военновъздушните сили, началник на политическия отдел на първи отделен стрелкови корпус. От 27 декември 1955 г. е полковник. Към 1961 г. е член на Военния съвет и началник на политическия отдел на трета армия. През 60-те години е заместник-завеждащ отдел „Административен“ при ЦК на БКП. През 1965 г. е уволнен и са му отнети ордените във връзка със заговор срещу Тодор Живков. Куцаров е част от т.нар. втори център, в който още са Михаил Докторов, Иван Младенов, Дончо Дончев и подполковник Найден Найденов. Лежи в Окръжния затвор във Варна. През 1990 г. е предложено званието да му бъде възстановено.